# Ниммо, Дженни
Дженни Ниммо (англ. Jenny Nimmo, р. 15 января 1944, Винздор) — британская писательница, автор многочисленных книг для детей, включая фэнтези и приключенческие романы. Её текущий ряд — «Дети Алого Короля» («Чарли Бон»), в котором волшебный талант главного персонажа Чарли Бона впутывает в зловещие интриги его новой школы. Первоначально планируемый как квинтет, ряд был расширен на восемь книг.

## Биография
Дженни Ниммо родилась в Виндзоре (Беркшир, Англия). Она была единственным ребёнком, её отец был учёным, но он рано умер, когда ей было пять лет. До семи лет она жила на птицеферме в графстве Суррей. В детстве она много читала. Впоследствии, интерес к книгам привёл её к написанию собственных историй, которыми она делилась с друзьями. Закончив школу, Ниммо вступила в труппу театра «Theatre South East», совмещая работу в театре с дальнейшим обучением. Она проработала там пять лет, объездив города по всему побережью, сначала в качестве помощника режиссёра, а впоследствии стала и исполнительницей некоторых ролей. После безуспешной попытки устроиться на работу в Лондоне, она давала уроки на дому. В дальнейшем, она устроилась в BBC фотографом-исследователем. Затем стала помощником режиссёра, работая преимущественно в новостях, а в конечном итоге — режиссёром и редактором программы для детей «Jackanory». Там она, в частности, адаптировала рассказы других писателей для телевидения, включая 40 эпизодов (восемь «рассказов») Джаканори. Её первая книга, «Бронзовый трубач», была написана как телевизионный сценарий. Она была опубликована в издательстве «Angus & Robertson» в январе 1975 года.

## Семья
В 1975 году Ниммо вышла замуж за Дэвида Винна Миллуорда, валлийского художника и иллюстратора. У них есть две дочери и один сын, которые родились между 1975 и 1980 годами. В настоящее время Ниммо живёт в Уэльсе, занимаясь писательством и помощью мужу в летней художественной школе.
Миллуорд выпустил несколько собственных книг, и четыре — совместных с Ниммо (1994-2000). В создании книги The Beasties (Egmont UK , 2010) Дженни Ниммо помогала её младшая дочь Гвен Миллуорд, которая отвечала за иллюстрации издания. Спустя два года была опубликована первая написанная и проиллюстрированная Гвен книга — «Медведь и птица» (Эгмонт, сентябрь 2012 год).

### Чарли Боун и Красный Король
Самая известная работа Дженни Ниммо — «Дети Алого Короля» , также известная как серия Чарли Бона или серия «Red King», в которой магический талант Чарли Бона втягивает его в зловещие интриги его новой школы. К 2006 году книги о Чарли Боне были опубликованы в девяти изданиях на иностранных языках. Выполнялись переводы на ещё одиннадцать языков. Первоначально задуманная как квинтет серия Алого Короля, была продлена, после подписания Ниммо контракта на новую трилогию. Рассказ достигает кульминации в пятой книге и снова в восьмой.

### Цикл книг «Чарли Бон»
Серия детских фэнтезийно-приключенческих романов английской писательницы Дженни Ниммо. В ней рассказывается о нелёгкой жизни 12-летнего паренька Чарли Бона и его друзей. Главный герой считал себя самым обычным мальчиком, пока не обнаружился его дар — умение слышать голоса с фотографий.

#### Скелеты в шкафу
Стоит обнаружить, что обладаешь волшебными способностями — и прости-прощай спокойная жизнь. Именно в этом убедился Чарли Бон, который в один прекрасный день вдруг начал слышать, о чём разговаривают люди на фотографиях. Чарли начинает разматывать запутанный клубок семейных тайн и в результате оказывается в мрачной академии Блура. В академии Чарли обзаводится не только новыми друзьями, но и новыми врагами. Тайны растут, как снежный ком, и мальчику остается только надеяться, что разгадка не будет стоить ему жизни.

#### Призрак из прошлого
Новая книга о приключениях Чарли Бона! У Чарли есть все для настоящего английского детства — учёба в мрачной школе, властные тётушки, чудаковатый дядя и несколько «скелетов в шкафу». А теперь добавьте к этому общество удивительно способных детей — и вы поймете, как «повезло» одиннадцатилетнему Чарли. Впрочем, он не унывает. Конечно, академия Блура — местечко не из приятных, но зато друзей мальчик там обрел гораздо больше, чем врагов, и к тому же тайн и приключений в академии всегда с избытком. На этот раз Чарли предстоит иметь дело с удивительным волшебным кристаллом, который проделывает со временем невероятные вещи. И не только со временем, но и с людьми.

#### Лазурный питон
Приключения Чарли Бона продолжаются! Если ты учишься в академии Блура вместе с другими детьми, наделёнными необычными талантами и волшебными способностями, можешь быть уверен: приключений тебе светит гораздо больше, чем учёбы. В этом на собственном опыте вновь убеждается Чарли Бон, мальчик, который слышит, что говорят портреты и фотографии. Необычный дар навлекает на его лохматую голову немало неприятностей. В этом семестре Чарли вместе с друзьями предстоит выручить из беды мальчика-невидимку, заточённого на чердаке академии, и освободить его от чар, наложенных лазурным питоном, некогда принадлежавшим Алому королю. Но и это ещё не всё: коварные тётушки Чарли ополчились на чудаковатого и благородного дядю Патона, одноклассники и знакомые раскололись на два лагеря, битва добра со злом набирает обороты, и в неё включились бессмертный многоликий оборотень Джорат, а также хитроумный чародей Скорпио.

#### Зеркальный замок
В академии Блура начался новый учебный год, и Чарли Бон опять оказался в водовороте приключений. А вместе с ним и его одарённые друзья: повелитель бурь Танкред, заклинатель духов Лизандр, медиум Габриэль, девочка-птица Эмма… На этот раз Чарли и его компания сталкиваются с несколькими загадками сразу — ребят преследует грозный призрак белой лошади, их общая подружка, неунывающая актриса Оливия, вдруг начинает вести себя непонятно, а ещё надо каким-то образом проникнуть в тайну Зеркального замка и спасти сироту Билли Грифа. Правда, у Чарли появляется новый друг — добрая фея из волшебного цветочного магазина. Но и это ещё не всё: Чарли уверен, что он как никогда близок к тому, чтобы найти своего пропавшего отца. Приключения Чарли Бона продолжаются! Одним зимним снежным утром Чарли Бон проснулся и обнаружил, что из города исчезли все звери — домашние любимцы его друзей: скворец Эммы, попугай Лизандра, Габриэлев выводок хомячков, кролики Оливии, глухая голубоглазая кошка Фиделио и Спринтер-Боб Бенджи. Что случилось, какие странные силы привели к исчезновению зверей и не имеет ли к этому отношение портрет Алого короля? И самое главное, найдёт ли наконец Чарли Бон своего давно пропавшего отца?

### Трилогия «Волшебник»
«Трилогия о волшебнике» — серия из трёх детских фантастических романов, впервые опубликованных издательством Methuen с 1986 по 1989 год. Иногда её называют трилогией или серией «Снежный паук» в честь первой книги, а трилогия «Снежный паук» — это название её сводных изданий (1991 и более поздних). Истории вдохновлены валлийской мифологией, с элементами, заимствованными из Мабиногиона. Действие происходит в современном Уэльсе, в них фигурирует Гвин Гриффитс, мальчик, потомок Гвидиона, который обнаруживает и развивает часть магической силы в своей линии.

## Адаптации
Книга «Снежный паук» и её сиквелы были адаптированы для телевидения сценаристом Джулией Джонс, и выпущены как три мини-сериала, которые HTV транслировал с 1989 по 1991 год. В сериале главную роль Гвина Гриффитса исполнял Осиан Робертс, его бабушку Нейн Гриффитс сыграла Шан Филлипс, родителей — Роберт Блайт и Шэрон Морган, Гарет Томас сыграл мистера Ллевеллина.